# Murena (cognom)
Murena (en llatí Murena i no Muraena com algunes vegades s'escriu) va ser un cognomen romà que portaven alguns membres de la gens Licínia.
Eren originaris de Lanúvium (moderna Civita Lavigna), una antiga ciutat llatina propera a la Via Àpia. El renom sembla que derivava d'un membre de la família al que agradava molt un peix anomenat murena i havia construït una piscifactoria per criar aquests peixos.
Alguns personatges de la família van ser:
- Publi Licini Murena (pretor), pretor romà.
- Publi Luci Murena el Jove, erudit romà.
- Luci Licini Murena (pretor), pretor i propretor a Àsia.
- Luci Licini Murena (cònsol), cònsol el 62 aC.
- Gai Licini Murena, legat.
- Aule Terenci Varró Murena, militar i cònsol sufecte el 23 aC.